# Diócesis de Buxar
La diócesis de Buxar (en latín: Dioecesis Buxarensis y en inglés: Roman Catholic Diocese of Buxar) es una circunscripción eclesiástica de la Iglesia católica en India. Se trata de una diócesis latina, sufragánea de la arquidiócesis de Patna. Desde el 4 de febrero de 2023 su obispo es James Shekhar.

## Territorio y organización
La diócesis tiene 11 311 km² y extiende su jurisdicción sobre los fieles católicos de rito latino residentes en el estado de Bihar en los distritos de: Buxar, Bhojpur, Kaimur y Rohtas.
La sede de la diócesis se encuentra en la ciudad de Buxar, en donde se halla la Catedral de Santa María Madre del Perpetuo Socorro.
En 2020 en la diócesis existían 16 parroquias.

## Historia
La diócesis fue erigida el 12 de diciembre de 2005 con la bula Totius Ecclesiae curam del papa Benedicto XVI, obteniendo el territorio de la arquidiócesis de Patna.

## Estadísticas
Según el Anuario Pontificio 2021 la diócesis tenía a fines de 2020 un total de 28 173 fieles bautizados.
| Año                                                                             | Población            | Población  | Población      | Sacerdotes | Sacerdotes    | Sacerdotes    | Bautizados por sacerdote | Diáconos permanentes | Religiosos | Religiosos | Parroquias |
| Año                                                                             | Bautizados católicos | Total      | % de católicos | Total      | Clero secular | Clero regular | Bautizados por sacerdote | Diáconos permanentes | Varones    | Mujeres    | Parroquias |
| ------------------------------------------------------------------------------- | -------------------- | ---------- | -------------- | ---------- | ------------- | ------------- | ------------------------ | -------------------- | ---------- | ---------- | ---------- |
| 2005                                                                            | 15 735               | 5 781 132  | 0.3            | 22         | 8             | 14            | 715                      |                      | 23         | 63         | 13         |
| 2006                                                                            | 24 000               | 9 585 460  | 0.3            | 25         | 8             | 17            | 960                      |                      | 39         | 68         | 13         |
| 2012                                                                            | 25 434               | 10 342 000 | 0.2            | 29         | 11            | 18            | 877                      |                      | 28         | 92         | 14         |
| 2015                                                                            | 26 604               | 10 750 000 | 0.2            | 35         | 13            | 22            | 760                      |                      | 31         | 97         | 15         |
| 2018                                                                            | 27 805               | 11 708 230 | 0.2            | 41         | 15            | 26            | 678                      |                      | 36         | 102        | 16         |
| 2020                                                                            | 28 173               | 12 521 100 | 0.2            | 39         | 16            | 23            | 722                      |                      | 36         | 100        | 16         |
| Fuente: Catholic-Hierarchy, que a su vez toma los datos del Anuario Pontificio. |                      |            |                |            |               |               |                          |                      |            |            |            |

## Episcopologio
- William D'Souza, S.I. (12 de diciembre de 2005-1 de octubre de 2007 nombrado arzobispo de Patna)
- Sebastian Kallupura (7 de abril de 2009-29 de junio de 2018 nombrado arzobispo coadjutor de Patna)
  - Sede vacante (2018-2023)[nota 1]
- James Shekhar, desde el 4 de febrero de 2023